# Leerer Heringsfischerei

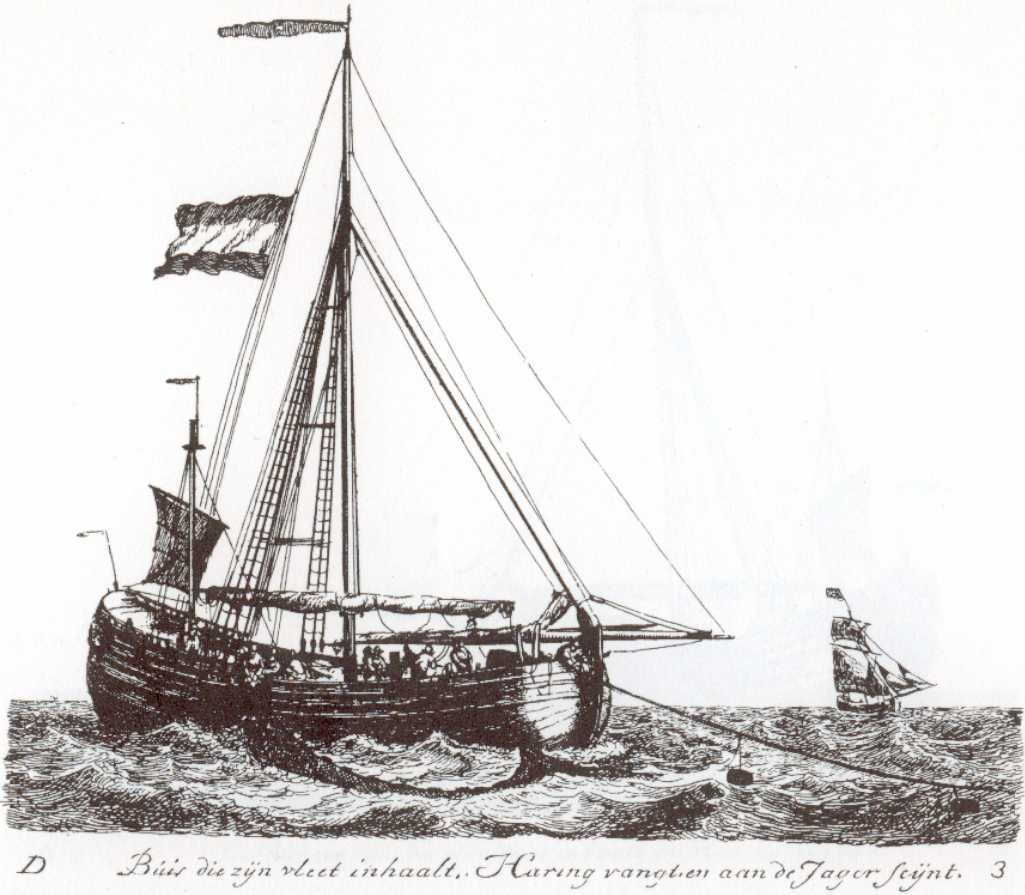
Noch im 18. und 19. Jahrhundert gingen Büsen von Vlaardingen und Emden aus auf Heringsfang, ehe sie im 19. Jahrhundert durch den Logger abgelöst wurde.

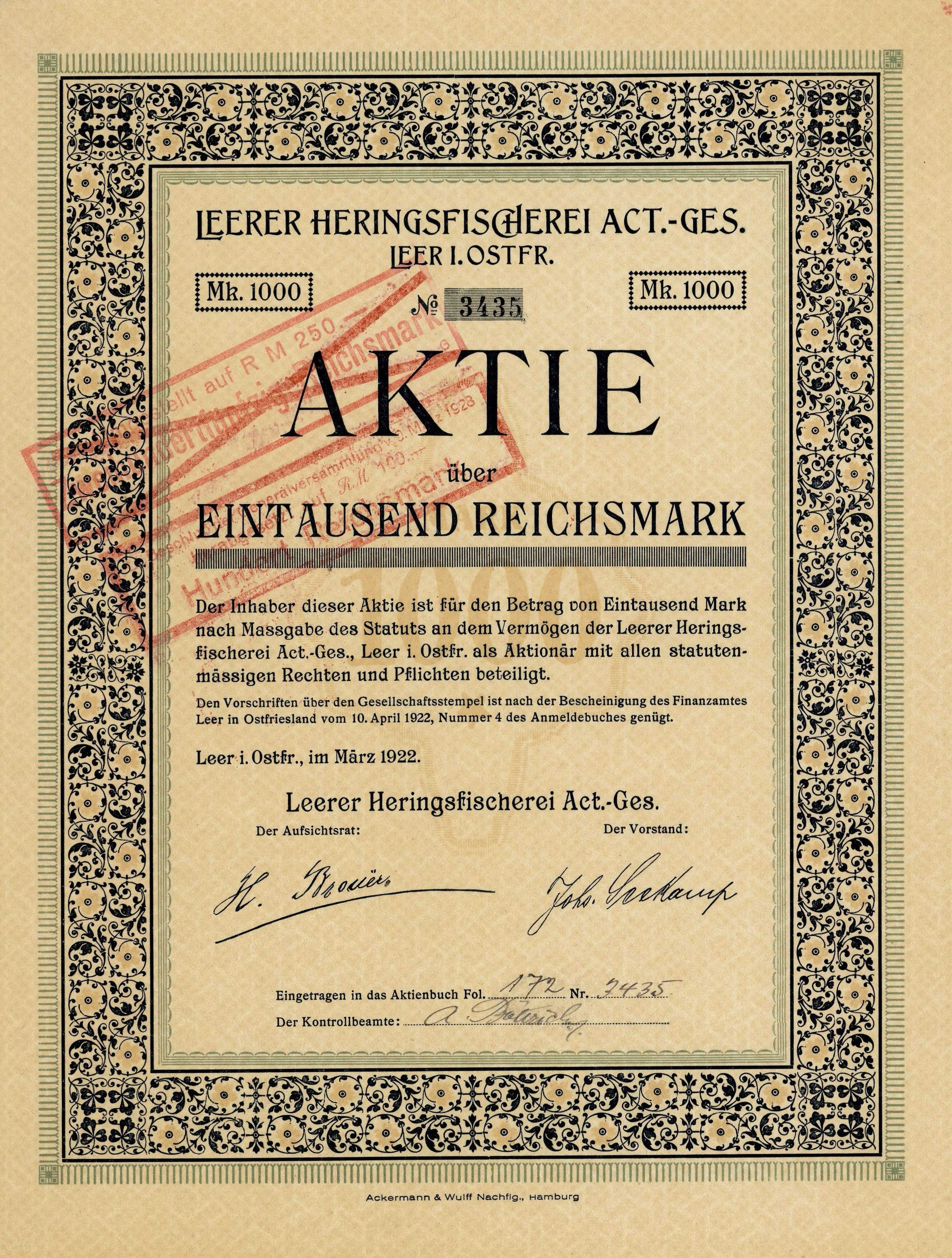
Aktie über 1000 RM der Leerer Heringsfischerei vom März 1922

Die Leerer Heringsfischerei war eine Loggerfischerei. Sie bestand von 1905 bis 1969. In den besten Jahren erfolgten 145 Fangreisen pro Jahr.

## Gründung und Vorgeschichte
Bereits 1769 gab es erste Ansätze, in Leer eine Heringsfischerei zu gründen. Der zweite Versuch erfolgte um 1815 mit dem Erwerb einer einzelnen Heringsbüse (oder auch Heringsbuise), dem Schiffstyp, mit dem vor dem Logger Heringe gefischt wurden. Sie wurde 1819 aufgrund ausbleibender Subventionen verkauft. Mit der Zeichnung von Einer Million Mark an Aktienkapital von 230 Aktionären wurde 1905 die Leerer Heringsfischerei gegründet.

## Beginn mit fünf neuen Loggern
1906 fuhren die ersten fünf Leerer Segellogger-Neubauten AL 1 – AL 5, die mit einer Dampfmaschine (100 PS) ausgerüstet waren, zum Heringsfang. Sie wurden allgemein als Dampflogger bezeichnet, hatten ein Bruttoraumgehalt von 400 bis 450 Kubikmeter Rauminhalt, rund 150 BRT und ein Fassungsvermögen von je 550 Kantjes. Sie wurden von der Schiffswerft C. Cassens in Emden und Johannsen & Co. in Danzig gebaut. Bis 1914 war die Flotte auf 14 Dampflogger angewachsen. Die Neubauten wurden überwiegend von der Schiffswerft C. Cassens, Emden und der Schiffswerft Schulte & Bruns gebaut. Zwei Neubauten kamen von der Schiffswerft G. H. Thyen in Brake.

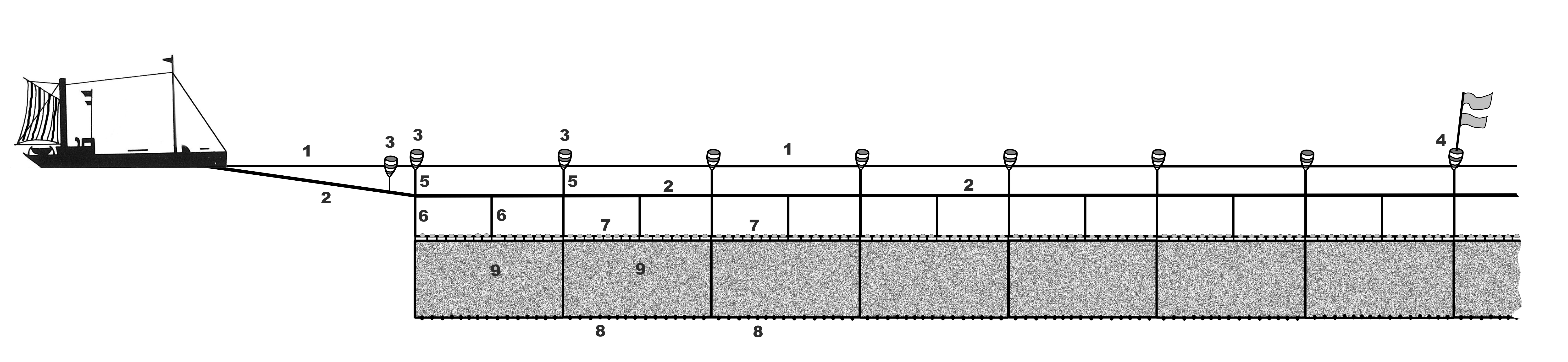
Logger mit Fleet (1: Wasseroberfläche 2: Fleetreep 3: Brails 4: Jonas (am Fleetende und nach jeweils einem Quartel entspr. ca. 15 Netzen) 5: Brailtau, 6 m 6: Zeisinge, 8 m 7: Sperreep mit Flotjes (Korken) und Staalen 8: Unterwant mit Bleien 9: Netz oder Want, 15 × 30 m)

## Zwischen den Weltkriegen
Nach dem Ersten Weltkrieg fuhr man erstmals 1920 wieder zum Heringsfang, es waren elf Dampflogger. 1924 kam mit der Hermine (AL 18) der erste Motorlogger (100 PS, 600 Kantjes) in die Flotte. 1930 wurden fünf Heringsdampfer von der Bremen-Vegesacker Fischerei-Gesellschaft gekauft. Kurz darauf wurden von der Leerer Heringsfischerei und der Bremen-Vegesacker Fischerei-Gesellschaft ein Kooperationsvertrag geschlossen. 1934 fuhren schon 30 Schiffe auf Heringsfang. 1935 wurde der Kooperationsvertrag mit den Bremern beendet. Ab 1939 wurde mit dem Frischfischfang begonnen, dazu ergänzten drei Motorlogger mit isolierten Laderäumen die Flotte. Die Fische kamen nach dem Fang auf Eis und wurden in Geestemünde angelandet.

## Nach dem Zweiten Weltkrieg
Im Zweiten Weltkrieg wurden Logger zu Vorpostenbooten umgebaut, es gingen vier verloren, fünf wurden aus Altersgründen verkauft bzw. abgewrackt. 1946 gab es noch 19 Schiffe, davon fuhren in diesem Jahr acht auf Fischfang, die anderen wurden von den militärischen Einrichtungen befreit und zurückgebaut. 1949 waren alle 19 Schiffe wieder zum traditionellen Heringsfang einsatzfähig. Ab 1963 begann man wieder mit dem Frischfischfang, der bis 1965 mit acht Schiffen betrieben wurde.

## Niedergang und Ende (1969/1976)
Ab 1957 erfolgte mit den Emder Gesellschaften eine zunehmend engere Zusammenarbeit. Die Eigenständigkeit sank 1958 dramatisch mit dem Verkauf der von der Stadt Leer gehaltenen Aktien. Die Fangflotte der Leerer Heringsfischerei schwankte in den Folgejahren stark, wurde jedoch letztendlich reduziert. So verfügte die Leerer Heringsfischerei 1964 über acht Schiffe, 1965 über fünf Schiffe, 1966 wieder über 11 Schiffe, 1967 noch über acht, 1968 über sieben und 1969 über sechs Schiffe. 1969 wurde die Gesellschaft in das Handelsregister von Bremerhaven eingetragen, der Landbetrieb der Leerer Heringsfischerei an Schulte & Bruns (Leer) verkauft. 1976 erfolgte auch im Bremerhavener Handelsregister die Löschung.